# Agapanthia japonica
Agapanthia japonica (лат.) — вид жесткокрылых (жуков) из семейства Cerambycidae (жуки-усачи). Относится к подроду Amurobia.

## Распространение
Обитают в Японии (эндемики).

## Описание
Длина тела 15-17 мм. Цвет от чёрного до пурпурного индиго, тело густо покрыто щетинистыми волосками. Надкрылья от пурпурно-индигового до зелено-индигового цвета и имеют металлический блеск.

## Биология
Взрослые особи появляются с конца июня. Во второй половине дня они часто остаются неподвижными на растениях.

## Охрана
В префектуре Нагано вид отнесен к вымирающим. Министерство окружающей среды Японии также относит его к исчезающим видам.